# آپر لیک (کالیفرنیا)
آپر لیک (به انگلیسی: Upper Lake) یک منطقهٔ مسکونی در ایالات متحده آمریکا است که در شهرستان لیک، کالیفرنیا واقع شده‌است. آپر لیک ۴٫۳۶۹ کیلومتر مربع مساحت و ۱٬۰۵۲ نفر جمعیت دارد و ۴۱۰ متر بالاتر از سطح دریا واقع شده‌است.